# ساول
ساول (به فرانسوی: Saül) یک کمون در فرانسه است که در Canton of Maripasoula واقع شده‌است.

## خصوصیات
ساول ۴٬۴۷۵ کیلومترمربع مساحت و ۱۵۹ نفر جمعیت دارد.